# Dołna kuła
Dołna kuła (bułg. Долна кула) – wieś w Bułgarii, w obwodzie Kyrdżali, w gminie Krumowgrad. W 2024 roku liczyła 194 mieszkańców.